# マティ・ジェームズ
マシュー・リー・"・マティ"・ジェームズ（Matthew Lee "Matty" James, 1991年7月22日 - ）は、イングランド・ランカシャー州ベイカプ出身のサッカー選手。ブリストル・シティFC所属。ポジションはMF（セントラルミッドフィールダー）。
同じくサッカー選手のリース・ジェームズは実弟。

## クラブ歴

### マンチェスター・ユナイテッド
マンチェスター・ユナイテッドFCの下部組織に所属し、2009-10シーズンにトップチームへ昇格する。2010年2月、チームメイトのダニー・ウェルベックに続いてEFLチャンピオンシップのプレストン・ノースエンドFCにシーズン終了まで期限付き移籍した。その後、ユナイテッド監督アレックス・ファーガソンの要請により2010年12月に再度プレストンに移籍した。

### レスター
2012年5月15日、同僚のリッチー・デ・ラートやジョシュア・キングと共にレスター・シティFCに移籍した。
2017年1月25日、負傷明け直後にバーンズリーFCへ夏までの期限付き移籍となることが発表された。
ローン復帰後の2017年8月11日のアーセナルFCとの開幕戦で先発出場を果たすと、3戦連続でスタメンに名を連ねた。
2020-21シーズン前半は再びバーンズリーへ、後半はコヴェントリー・シティFCへのローンとなった。

### ブリストル
2021年6月23日、ブリストル・シティFCにフリー移籍で加入し、3年契約を結んだ。